# Last Chance U
Last Chance U est une série documentaire américaine produite par Netflix et disponible depuis le 29 juillet 2016. Elle suit le quotidien de l'équipe de football américain des Lions d'East Mississippi Community College (EMCC) lors des deux premières saisons puis des Pirates d'Independence Community College lors de la troisième saison, deux équipes évoluant en National Junior College Athletic Association (NJCAA), championnat regroupant les Junior Colleges américains.

## Synopsis
Le Community College d'East Mississippi situé dans la petite ville de Scooba au Mississippi, a la particularité de recruter, pour son équipe de football américain, des joueurs universitaires en difficulté scolaire ou ayant eu des problèmes de comportement par le passé. Certains ont été renvoyés de leur équipe de NCAA. Le passage à EMCC consiste alors pour eux leur dernière chance de retourner en première division NCAA et espérer faire carrière en NFL.

## Casting
- Buddy Stephens, entraîneur principal
- Brittany Wagner, conseillère d'éducation
- Marcus Wood, coordinateur offensif
- Davern Williams, entraîneur des lignes défensives
- Ed Holly, coordinateur défensif (saison 2)
- Clint Trickett, entraîneur des quaterbacks

## Saison 1
La première saison suit l'équipe durant la saison 2015 du championnat. EMCC est alors en course pour un quatrième titre national en Junior College. Dominatrice durant l'ensemble de la saison, les Lions sont cependant disqualifiés à la suite d'une bagarre générale sur le terrain de Mississippi Delta.

## Saison 2
Pour cette deuxième saison, nous retrouvons les Lions d'EMCC en quête de rachat après l'épisode désastreux de la bagarre générale de l'année passée. Avec de nombreuses suspensions à la suite de cet épisode, EMCC commence sa saison sur le terrain de Jones County Junior College amputé d'une grande partie de son effectif.

## Saison 3
La saison 3 se concentre sur une autre équipe, les Pirates d'Independence Community College dans le Kansas. Saison 2017

## Saison 4
La saison 4 continue de suivre les Pirates d'Independence Community College.

## Saison 5
La saison 5 nous emmène à Oakland, dans la banlieue de San Francisco, pour suivre les Eagles de Laney College.

## Production
L'émission a été renouvelée pour une deuxième saison le 15 août 2016, mise en ligne le 21 juillet 2017.
Le 24 août 2017, elle est renouvelée pour une troisième saison, mis en ligne le 20 juillet 2018.
La quatrième saison a été mise en ligne le 19 juillet 2019.
La cinquième saison a été mise en ligne en juillet 2020. Cette saison est la dernière qui suit une équipe de football américain. En 2021, un spin-off de la série se concentrera sur un autre le sport : le basket-ball.

## Joueurs

### Saison 1
| Nom                  | Position | Club précédent | Recruté par       |
| -------------------- | -------- | -------------- | ----------------- |
| Wyatt Roberts        | QB       | —              | Mississippi State |
| Dacorius (D. J.) Law | RB       | —              | UAB               |
| Allenzae Staggers    | WR       | —              | Southern Miss     |
| Ronald Ollie         | DT       | —              | Nicholls State    |
| Marcel Andry         | DT       | —              | Nicholls State    |
| Gary McCrae          | OL       | —              | Louisville        |
| James Davis          | OL       | —              | Mississippi State |
| Isaiah Wright        | RB       | —              | West Georgia      |

### Saison 2
| Nom                  | Poste | Club précédent | Recruté par       |
| -------------------- | ----- | -------------- | ----------------- |
| DeAndre Johnson      | QB    | Florida State  | Florida Atlantic  |
| Isaiah Wright        | RB    | —              | West Georgia      |
| Chauncey Rivers      | DL    | Georgia        | Mississippi State |
| Dakota Allen         | LB    | Texas Tech     | Texas Tech        |
| Kamonte "Kam" Carter | DL    | Penn State     | Pittsburgh        |
| Tim Bonner           | DL    | Louisville     | Florida Atlantic  |